# II–V–I
Die II–V–I-Kadenz ist die häufigste Akkordverbindung in der Jazzmusik. Die Tonika ist ein  Dur-Akkord. 
Moll hat auf der fünften Stufe einen Mollakkord, der wegen des fehlenden Leittons keine Dominante ist. Man erhält eine Durterz durch Erhöhung der Mollterz, dies ist aus der Modulationstheorie gerechtfertigt, wo eine Zwischendominante allein nicht moduliert, aber die Dominantcharakteristik der Kadenz verstärkt. Beispielsweise wird in C-Dur der Grundton f der Subdominante F zu fis alteriert, so dass man durch Hinzufügung der Sexte diesen Akkord zur Doppeldominante D7, die zu G7 führt, umdeuten kann, und die überzeugende Wendung DD - D - T zu C erhält, wobei D7 als V für G erscheint. Man hat damit erreicht, dass man in derselben Logik in a-moll von g (e-moll) zu gis (E7) übergeht, ohne zu modulieren, also ohne die Tonart zu verlassen. Die erniedrigte Quinte b5 der zweiten Stufe IIm folgt aus der kleinen Sexte in Moll natürlich. In Moll ist die Dominante als Übermäßiger V+ möglich (sogar ohne 7) und sinnvoll. So lautet in Moll die Kadenz: IImb5-V-Im mit einer Molltonika. Eine eventuelle große Sexte Im6 stammt aus melodisch Moll aufwärts, die Sexte der Dominante muss klein sein, wird als b13 oder #5 (5+,#11) notiert, was oft missverständlich notiert ist, denn eine große Sexte wäre die Durterz, weswegen eine Notation mit + besser wäre.
Der Basston bewegt sich jazztypisch im Quintfall. Die Kadenz tritt oft ohne auflösende Tonika auf. Sie kann von der klassischen Vollkadenz, der sie entspricht, mit hinzugefügter Sexte auf der Subdominante oder als Subdominantparallele abgeleitet werden.
Eine alternative funktionsharmonische Deutung fasst den II-Akkord als Dominantvorhalt auf.

## Verwendung in der Dur-Tonleiter
Die Kadenz der Septakkorde mit Akkordsymbolen lautet in Dur:
IIm7 - V7 - Imaj7
Verwendet wird der Moll-Septakkord der zweiten Stufe, der Dur-Septakkord der fünften und der Dur-Akkord auf der ersten Stufe mit großer Septime oder großer Sexte.
Ist C tonales Zentrum, erhält man die Akkordfolge (changes sind im Jazz die Harmoniewechsel eines Stückes, die die Grundlage für die Improvisation bilden):
Dm7 - G7 - Cmaj7 (Midi-Fileⓘ)

## Verwendung in der Moll-Tonleiter
Die Akkordfolge II-V-I ist nicht nur auf die Dur-, sondern auch auf die (harmonische) Molltonleiter anwendbar. In dieser Molltonleiter lautet die Kadenz:
IIm7♭5 - Vm7♭9/♭13 - Immaj7 oder IIm7♭5 - Vm7♭9/♭13 - Im6
Alle drei Akkorde benutzen verschiedene Molltonleitern: IIm7♭5 natürlich Moll, V7♭9 harmonisch Moll, Im melodisch Moll. Die Molltonika enthält entweder harmonisch konsequent die große Septime oder aber die große Sexte; sehr häufig aber auch die kleine Septime aus der natürlichen Molltonleiter.
Wolf Burbat fasst das ganze Tonmaterial zusammen: 1, 2, b3, 4, 5, b6, 6, b7, maj7. Daraus baut er verschiedene Skalen. Jungbluth verwendet die Skala Melodisch Moll aufwärts. Im Jazz findet eine Auseinandersetzung mit den Tönen dieser Skala hörbar statt. Zur Melodiebildung bietet sich melodisch Moll an, harmonisch Moll verwendet nur der V7♭9/♭13 und zwar vertikal.
Oder als alterierte Variante:
IIm7♭5 - V7alt - Immaj7 oder IIm7♭5 - V7alt - Im6
Der erste Akkord dieser Folge ist ein halbverminderter Akkord auf der zweiten Stufe und der zweite Akkord ist harmonisch gesehen ein Dominantseptakkord in harmonisch Moll, was zur Erniedrigung der None und Tredezime führt, oder alternativ meist ein alterierter Dominantseptakkord, der zusätzlich die übermäßige None (#9) enthalten kann. Hat man beispielsweise a-Moll als Grundtonart, so lautet die Akkordfolge:
Hm7♭5 - E7♭9/♭13 - Ammaj7 oder
 Hm7♭5 - E7♭9/♭13 - Am6
b9 ist hier das f, b13 das c, das g fehlt, oder
Hm7♭5 - E7alt - Ammaj7 oder Hm7♭5 - E7alt - Am6
hier hat man das fisis als #9, welches enharmonisch dem g (also der blue note) entspricht.

## Bezug zur Quintfallsequenz
Die Grundtöne dieser Akkordprogression bilden eine Quintfallsequenz:
... H - E - A - D - G - C - F - ...

## Praktische Anwendung

### Typische Schluss-Kadenz
Man findet die II-V-I-Verbindung häufig am Ende eines Liedes oder Refrains.
Beispiele:
- and I (Dm7) think to myself: (G7) WHAT A WONDERFUL (C) WORLD
- Tell me (Em7) dear ARE YOU (A7) LONESOME TO- (D) NIGHT
- (Dm7) SUMMER FEELING (G7) with Bacardi (C) Rum
- (Am7) saying SOMETHING (D7) STUPID like I (G) love you
- It’s (Em7) just another (A7) MANIC (D) MONDAY
- (Am7) Ich will zu- (D7) rück nach WESTER- (G) LAND

### Jazz-Improvisation
Ein Repertoire an Solophrasen und Akkordvoicings über die II-V-I Verbindung gehören zum Handwerkszeug jedes Jazzmusikers, da
1. die harmonische Verbindung in fast jedem Standard vorkommt und
2. Solophrasen, die in einer Tonart über II-V-I beherrscht werden, auch in einer anderen Tonart gut klingen.

Manche Jazzstandards bestehen fast ausschließlich aus solchen Verbindungen, wie die Changes (M7 bezeichnet dort die große Septime) von „Tune-Up“ (Miles Davis) zeigen:

Die Changes als MIDI-File (<2 kB)ⓘ zum Anhören (mit einer Wiederholung).
Dabei rasten die Harmonien jeweils im dritten Takt jeder Phrase in einem Zielklang ein, auf den sich die vorhergehenden Stufen beziehen. Die Zielklänge sind relativ weit voneinander entfernt: D-Dur besitzt 2 Kreuze, C-Dur kein Vorzeichen und B-Dur wiederum 2 Bes (siehe: Quintenzirkel). Zusammenhalt schafft hier aber, dass die Zielklänge am Anfang der nächsten Phrase „vermollt“ werden und so als II. Stufe des nächsten Zielklanges verwendet werden können. Der einzige Klang, der aus diesem Schema ausbricht, ist der mit IV bezeichnete Es-Dur-Klang. (IV in Bezug auf das noch gültige B-Dur). Dieser Klang ist nötig, um innerhalb der vorliegenden 16 Takte wieder zum Ausgangspunkt zurückzufinden. Würde man das Modell weiterspinnen, käme man bei As-Dur an. Es-Dur an dieser Stelle bietet sich als Brücke zwischen B-Dur und e-Moll an, da Es-Dur wie gesagt die IV. Stufe von B ist, andererseits aber nur durch chromatische Veränderung von Akkordtönen (Es nach E; B nach H) zu e-Moll umfunktioniert werden kann. Die abschließende, schnellere Wendung im letzten Takt führt als herkömmlicher Turnaround wieder zum ersten Akkord des Stückes zurück.

### II-V
Auch eine Abspaltung II-V wird gerne verwendet: Zum Beispiel verwenden die ersten sechs Takte von Satin Doll (Duke Ellington) nur diese Wendung. Dazu wartet der siebte Takt mit einer kleinen Überraschung auf, indem das direkt vorangehende II-V - Gebilde nicht erwartungsgemäß zu Ende gebracht wird. Erst der Turnaround im achten Takt ist eine vollständige II-V-I - Verbindung zur Wiederholung.
Oft findet man in Lehrbüchern Skalenmaterial als Grundlage für das melodische Solieren über II-V-I (vgl. Skalen zur Improvisation über den Dominantseptakkord). In unserem Beispiel kann es zum Einstieg in die Improvisation reichen, dass das gesamte Tonmaterial ohne Probleme aus der C-Dur-Tonleiter (Ionischer Modus) zu entnehmen ist. Auch mit der C-Dur Pentatonik kommt man hier gut zurecht. Die Alterationen, die einer Melodielinie erst die richtige Würze geben, entstammen entweder den Blue Notes der Grundtonart, Tritonussubstitutionen oder Parallelverschiebungen der angegebenen Akkorde.

### VI-II-V-I
Die ausführliche Folge VI-II-V-I, auch in Varianten, ist ebenso üblich. Wenn man die Folge mit I beginnt hat man: I-VI-II-V-I, wobei I-VI Tonika und Mollparallele sind. Zusätzlich sind VI und II Gegenklang und Mollparallele der Subdominante, womit man sich funktional der Vollkadenz nähert. Im Rock/Popbereich hört man dementsprechend auch die Variante in der II durch IV ersetzt wird: I-VI-IV-V-I.

### II-V-II-V
Akkorde im Quintabstand werden auch als Ketten (sequenzartig) von II-V in verschiedenen Tonalitäten aneinandergereiht: Beispielsweise Em - A7 - Dm - G7( - C). Die erste Folge Em - A7 steht in D-Dur, löst sich jedoch nach d-Moll (freier Durchschluss) auf, womit gleichzeitig die zweite II-V Folge in C-Dur erreicht ist.

### VI-II-V-I-Varianten
Man kann einerseits den V Akkord ersetzen, durch eine passende Variante (Mixolydisch, Alteriert, V7♭9 mit b9, #11, 13) und es gibt für den VIm7 folgende Ersatzmöglichkeiten:
- #I°7, benutzt die Ganztonhalbtonskala
- bIII°7, benutzt die Ganztonhalbtonskala
- II7, benutzt obige Skala V7♭9 mit b9, #11, 13, also Mixolydisch mit kleiner None und übermäßiger Quarte.

- VI7, benutzt die Skala harmonisch Moll von der fünften Stufe aus (HM5) oder die alterierte.
- bIII7benutzt auch die Skala V7♭9 mit b9, #11, 13, also Mixolydisch mit kleiner None und übermäßiger Quarte.[2]

Die letzte Variante gibt, wenn man sie mit dem Sextakkord der Tonika beginnt und mit der alterierten Dominante versieht, einen chromatischen Bassfall von der Terz bis zum Grundton der Tonika.